# Paucartambo (tỉnh)
Tỉnh Paucartambo (tiếng Tây Ban Nha: Provincia de Paucartambo) là một tỉnh thuộc vùng Cusco của Peru. Tỉnh Paucartambo có diện tích 6115 km², dân số thời điểm theo điều tra dân số ngày 11 tháng 7 năm 1993 là 40696 người. Tỉnh lỵ đóng ở Paucartambo.